# Револьвер (группа)
«Револьвер» — российская рок-группа из Петрозаводска.

## История группы
Группа была основана в 1988 году студентами художественно-графического отделения Петрозаводского педагогического училища № 2 вокалистом Максимом Кошелевым и гитаристом Никитой Власовым. Позже к группе присоединились басист Андрей Петеляев, соло-гитарист Павел Фролов и барабанщик Игорь Карась.
В 1995 году группа выпустила первый альбом «Битлз» (название «Револьвер» также восходит к альбому этой группы) и выпустила его на кассетах ограниченным тиражом.
В 1996 году вышел сборник «Нафигатор». Группа часто выступала в клубах Петербурга, в также приняла участие в фестивале группы ДДТ «Наполним небо добротой».
В 1997 году вышел первый LP-альбом «Револьвера», носивший то же название, а следующем году группа выпустила «ретро-поп» альбом «Соки-воды» и сингл «Любовь, комсомол и луна». В этот период группа активно выступала в столичных клубах и на рок-фестивалях (фестиваль в Юбилейном, «Нашествие» и др.), появлялась на радио («Модерн», «Наше радио») и телевидении (в частности, в «Антропологии» Д. Диброва). Постер группы был размещён в журнале «FUZZ».
Вместе с Сергеем Шнуровым была записана песня «Новогодняя» (позже на песню будет снят клип).
В 2001 году группа выпустила альбом «Роботы-е-боботы», а в 2003 году музыканты записали альбом «Жизнь удалась». Помимо России «Револьвер» активно гастролировал в Финляндии, финскими клипмейкерами было снято несколько клипов на песни группы.
В 2004 году вышел в свет альбом «Сердце». «Револьвер» участвовал в передаче «Неголубой огонёк» на канале РЕН-ТВ, где исполнил кавер-версию песни ДДТ «Что такое осень». В том же году музыканты создали сайд-проект — кавер-группу «SuperMotoZoidы».
В 2007 году группа выпустила альбом «Она нас». В том же году вышел сборник «Револьвер — Неизданное (1990—2007)».
В 2013 году у группы вышел альбом «VОЛАRЫ И КАNTARЫ».
В 2014 году на основе группы возник ещё один сайд-проект — «Громыка».
«Когда-то в самом начале пути РЕВОЛЬВЕР пытался выглядеть мрачноватым и многозначительным, но, к счастью, таким его почти никто не запомнил. Дорвавшись в середине 90-х до питерских клубов и студий звукозаписи, ребята начали мудрить со стилем, превращаться чуть ли не в карельский аналог НОГУ СВЕЛО!. Это понравилось многим, но, к счастью, сами музыканты вовремя одумались и вернулись к тому, с чего начинали — к бесхитростному „шестидесятническому“ биг-биту. <…> В одних альбомах РЕВОЛЬВЕР делает мелкий шажок в сторону инди-рока, в других — в сторону советской массовой песни времён глубокого застоя, в концертном варианте некоторые номера вообще приобретают ярко выраженное панковское звучание, однако основа остается неизменной» (О. Гальченко).

## Альбомы
- Битлз (1995)
- Нафигатор (1996)
- Револьвер (1997)
- Соки-воды (1998)
- Роботы-е-боботы (2001)
- Жизнь удалась (2003)
- Сердце (2004)
- Она нас (2007)
- Vолаrы и Каnтаrы (2013)

## Синглы
- Любовь, комсомол и луна (1998)
- Что такое осень (2000)

## Участники группы
- Максим Кошелев — вокал, губная гармоника, перкуссия
- Никита Власов — ритм-гитара, бэк-вокал, клавишные
- Павел Фролов — соло-гитара, клавишные
- Андрей Петеляев — бас-гитара, бэк-вокал
- Пётр Васьковский — ударные
- Руслан Попов — ударные